# Квинт Корнифиций
Квинт Корнифиций (на латински: Quintus Cornificius) е политик и сенатор на късната Римска република. Интересува се от литература и е добър оратор и авгур. Автор е на Rhetorica ad Herennium.

## Биография
Произлиза от фамилията Корнифиции. Син е на оратора Квинт Корнифиций (трибун 69 пр.н.е.). Приятел е, както баща му, с Цицерон. Брат е на Корнифиция, омъжена от 45 пр.н.е. за Ювентий Тална.
През 50 пр.н.е. той се сгодява с дъщерята на Аврелия Орестила, красивата жена на Катилина. През гражданската война между Цезар и Поморей през 48 пр.н.е. той e квестор при Цезар и е изпратен като пропретор в Илирия. Същата година се връща в Рим.
През 46 пр.н.е. отива в Сирия, където участва в боевете против Квинт Цецилий Бас. Става следващата година Цезаров управител на провинция Сирия. През 44 пр.н.е. е в Стара Африка (Africa Vetus). След битката при Мутина на 21 април 43 пр.н.е. сенатът взема провинция Африка от Гай Калвизий Сабин и я дава на Квинт Корнифиций. Сменен е през 42 пр.н.е. от Тит Секстий, командир на Нова Африка (Africa Nova). Убит е в битка.
Вероятно е издигнат от войниците му като император. На монетите му пише Q. cornvfici avgvr, imp.